# Bhileng (Mon)
Bhileng o Bilin és una ciutat de la costa a l'Estat Mon, Myanmar, capçalera de la municipalitat del mateix nom. La població es calcula que ronda els 10.000 habitants.

## Història
El 1824 es va establir a Bilin, a la desembocadura del riu, el birmà Uzana, fins aleshores governador de Martaban, amb algun soldats birmans, durant la retirada davant els britànics, i va rebre confirmació del govern del rei. Fou assassinat el 1830 i l'extensió del govern es va reduir. El 1852 la vila es va rendir als britànics; el 1853 es va revoltar allí un príncep (thugyi) xan que fou derrotat; posteriorment fou objecte de diversos atacs per bandits i bandes de lladres i per dues vegades fou cremada peo sempre reconstruïda.